# Alejové dřeviny
Vhodné alejové dřeviny musí splňovat požadavky na vzhled, nároky a růst dřevin, pro estetiku, bezpečnost a nezbytnou údržbu aleje. Tyto specifikace, vhodnost dřevin, je omezena jednotlivou situací.

## Rozdělení vhodných dřevin podle výšky a všeobecně dané lokace použití
Pro menší prostory, výsadby v parcích a ulicích jsou vhodnější menší dřeviny a méně vzrůstné kultivary s výškou do 10 m a s pravidelnou korunou. Příklady:
- Acer platanoides „Globosum“ – javor mléč, velmi oblíbený, pravidelná ploše kulovitá koruna, časem spíše široká
- Acer platanoides „Brilantissimum“ – malý strom, na jaře růžové listy
- Acer pseudoplatanus L. – některé menší barevné kultivary druhu javor klen, samotný druh je vzrůstný, zapleveluje
- Castanea sativa – kaštan jedlý, chráněné polohy, bývá napadán chorobami
- Cercis siliquastrum – zmarlika Jidášova, nepravidelná koruna
- Crataegus oxyacantha L. – hloh obecný
- Crataegus x lavallei Henricq. ex Lav. – hloh Lavallův
- Crataegus laevigata „Paul´s Scarlet“ na jaře cenné kvetení
- Crataegus monogyna „Stricta“ hloh jednosemenný
- Crataegus prunifolia „Splendens“- hloh slívolistý
- Laburnum anagyroides Med. – štědřenec odvislý, zapleveluje
- Laburnum x watereri (Wettst.) Dipp. – štědřenec Watererův
- Laburnum x watereri „Vossii“
- Malus Mill. – kultivary okrasné jabloně ozdobné kvetení i plody
  - Malus „Eleyi“
  - Malus „Golden Hornet“
  - Malus „John Downie“
  - Malus „Liset“
  - Malus „Red Sentinel“
  - Malus „Royalty“
  - Malus „Rudolph“
  - Malus „Van Eseltine“ – relativně malá, spíše úzká koruna
- Prunus cerasifera Ehrh. – myrobalán, zejména červenolisté taxony („Nigra“)
- Prunus cerasus „Plena“ – višeň obecná, plnokvětý kultivar
- Prunus fruticosa Pali – višeň křovitá (roubovaná)
- Prunus x hillieri „Spire“ – višeň Hillierova, štíhlé vřeteno
- Prunus sargentii „Accolade“ ozdobné kvetení
- Prunus serrulata L. – třešeň pilovitá, sakura
  - Prunus serrulata „Amanogawa“ – třešeň pilovitá, úzce pyramidální
  - Prunus serrulata „Kanzan“ úzce pyramidální
  - Prunus serrulata „Kiku-shidare-sakura“ klasická sakura
  - Prunus serrulata „Shirofugen“
- Prunus x subhirtella „Autumnalis“ třešeň chloupkatá
- Prunus x subhirtella „Autumnalis Rosea“ výrazné podzimní zbarvení
- Robinia pseudoacacia „Umbraculifera“ – trnovník akát, kulovitý
- Robinia pseudoacacia „Bessoniana“ – trnovník akát, malokorunný, invazivně proniká do okolí výmladky, zapleveluje
- Sorbus aria (L.) Crantz – jeřáb muk
- Sorbus aria „Decaisneana“ – jeřáb muk, velkolistý a velkoplodý
- Sorbus aria „Lutescens“ – jeřáb muk, krémově bílý list
- Sorbus aria „Magnifica“
- Sorbus intermedia (Ehrh.) Pers. – jeřáb prostřední
- Sorbus aucuparia L. – jeřáb obecný
- Thuja occidentalis a kultivary

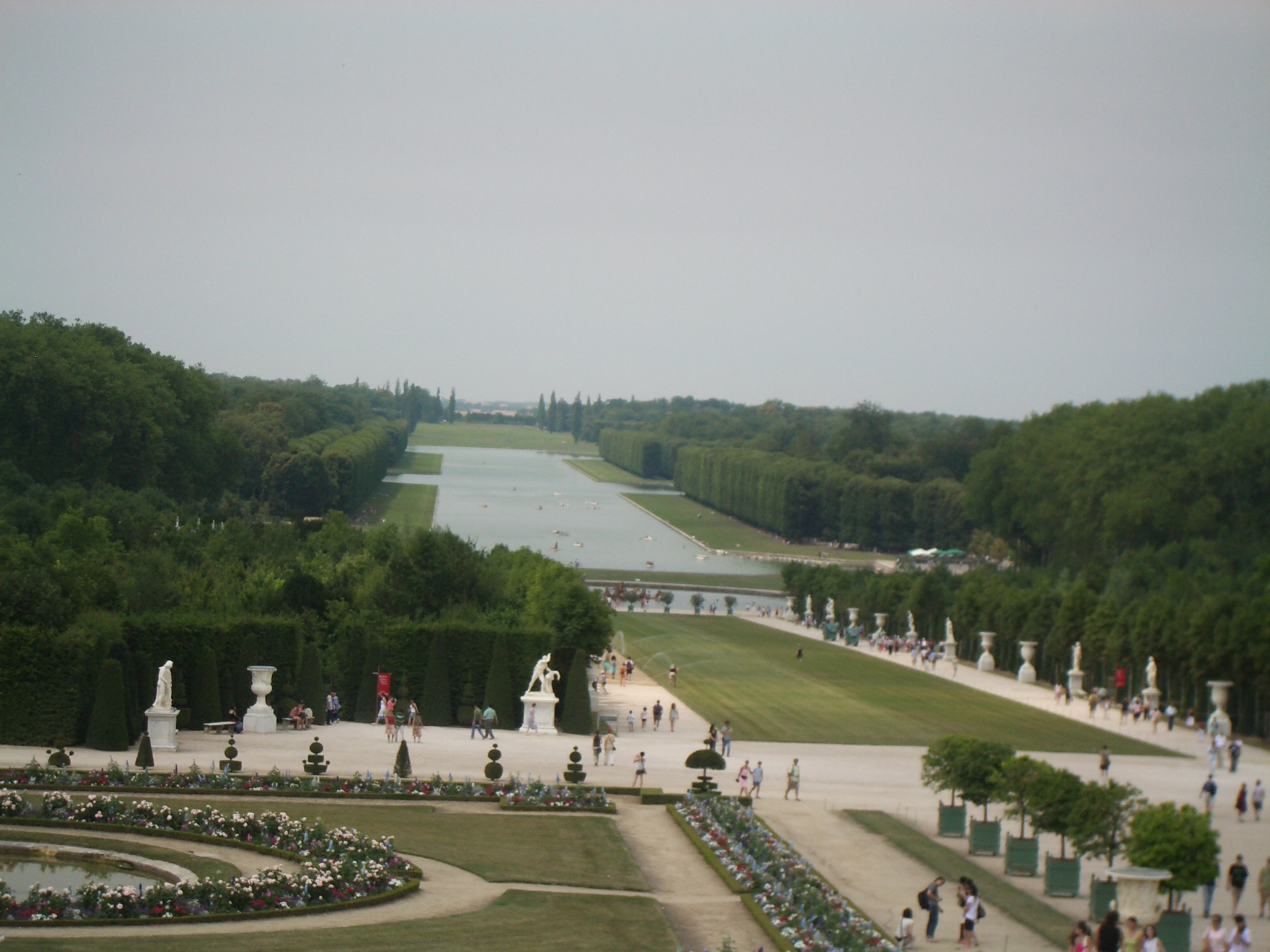
Aleje zahrad paláce ve Versailles

Pro větší prostranství a nikoliv v těsné blízkosti budov, lze použít například:
- Acer campestre „Elsrijk“ – javor babyka, nepravidelný habitus, poněkud větší koruna
- Acer platanoides „Columnare“ – javor mléč, vzpřímený růst
- Catalpa bignonioides Walt. – katalpa trubačovitá
- Carpinus betulus „Fastigiata“ – habr obecný, kultivar s pyramidálním růstem
- Koelreuteria paniculata Laxm. – svitel latnatý
- Prunus padus – střemcha obecná, lámou se velké větve, rozlamují kmeny, zapleveluje, rychle roste
- Prunus padus „Colorata“
- Populus simonii Carr. – topol Šimonův
- Populus simonii „Fastigiata“ – topol Šimonův, kultivar s pyramidálním růstem
- Sorbus intermedia „Brouwers“ – jeřáb prostřední

Dřeviny dorůstající výšky nad 10 m jsou vhodné do volné krajiny a v určité vzdálenosti od okraje komunikace. Příklady:
- Acer platanoides L. – javor mléč a jeho formy s barevným olistěním
- Acer pseudoplatanus L. – javor klen vhodné jsou jeho formy s barevným olistěním, původní druh zapleveluje
  - Acer pseudoplatanus „Negenia“ – javor klen, štíhlé vřeteno
  - Acer pseudoplatanus „Pyramidale“ – javor klen, pyramidální
  - Acer pseudoplatanus „Rotterdam“ – javor klen, úzkokorunný
- Acer saccharinum javor stříbrný, úzkokorunný, stromy s křehkými a lámavými větvemi
  - Acer saccharinum „Fastigiatum“ – javor stříbrný, vřetenovitý habitus
- Acer saccharum Marsh – javor cukrový
- Aesculus hippocastanum L. – jírovec maďal, v případě, (padající plody)
  - Aesculus hippocastanum „Pyramidalis“ – jírovec maďal, úzkokorunný (padající plody)
  - Aesculus hippocastanum „Baumannii“ – jírovec maďal, plnokvětý
- Alnus glutinosa (L.) Gaertn. – olše lepkavá
- Alnus glutinosa „Pyramidalis“ – olše lepkavá, pyramidální
- Betula verrucosa Ehrh. – bříza bělokorá (křehké větve), mírně zapleveluje
- Betula verrucosa „Fastigiata“ – bříza bělokorá, pyramidální

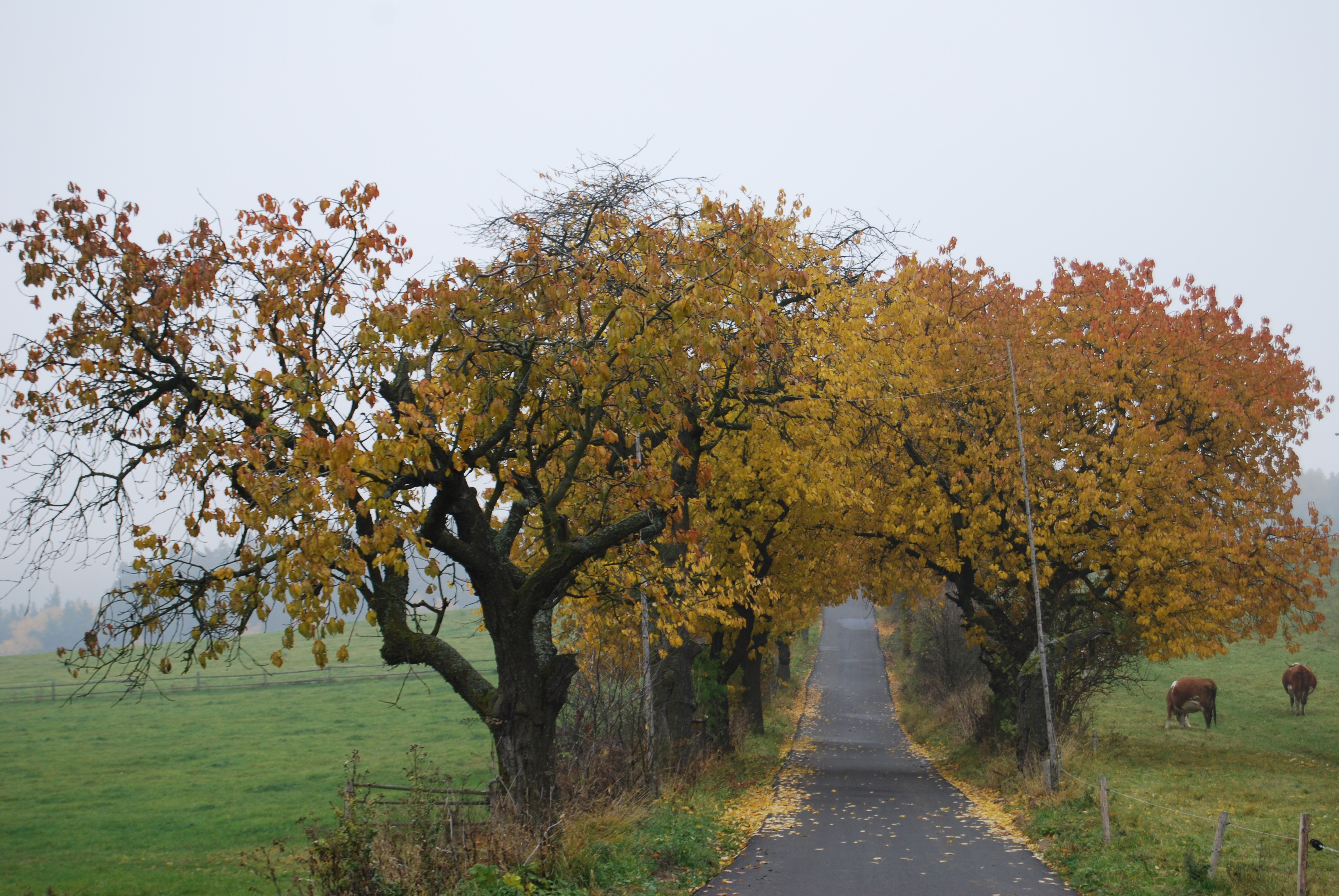
Třešňová alej na podzim, alej Čestice, okres Strakonice

- Corylus colurna L. – líska turecká, (padající plody)
- Fagus silvatica L. – buk lesní a jeho formy s barevným olistěním
- Fagus silvatica „Fastigiata“ – buk lesní, pyramidální
- Fraxinus excelsior L. – jasan ztepilý
- Fraxinus excelsior „Diversifolia“ – jasan ztepilý, úzkokorunný
- Ginkgo biloba L. – jinan dvoulaločný
- Gleditsia triacanthos L. – dřezovec trojtrnný, avšak zejména jeho barevný kultivar Gleditsia triacanthos „Sunburst“
- Juglans regia – ořešák
- Juglans carnea
- Juglans cinerea
- Larix decidua Mill. – modřín opadavý
- Liriodendron tulipifera L. – liliovník tulipánokvětý
- Magnolia acuminata L. – šácholan špičatolistý
- Platanus x acerifolia (Ait.) Willd. – platan javorolistý, lámou se velké větve, nákladná údržba, dekorativní kmen
- Populus velké topoly jsou vhodné pouze do průmyslových aglomerací, nebo krajiny, rychle vzrůstné dřeviny, zvýšené náklady na údržbu
- Populus alba L. – topol bílý, zapleveluje, invazivně proniká do okolí výmladky
- Populus alba „Pyramidalis“ – topol bílý
- Populus x berolinensis Dippel. – topol berlínský
- Populus nigra L. – topol černý, zapleveluje, invazivně proniká do okolí výmladky
- Populus nigra „Italica“ – topol vlašský
- Populus tremula L. – topol osika
- Populus tremuloides Michaux. – topol osikovitý
- Populus trichocarpa Torr. et Gray. – topol chlupatý
- Prunus avium „Plena“ – třešeň ptačí, plnokvětá
- Pyrus communis L. – hrušeň, zvláště cenné úzkokorunné taxony, jsou napadány chorobami
- Pyrus calleryana „Bradford“ – hrušeň
- Pyrus calleryana „Chanticleer“ – hrušeň
- Quercus robur L. – dub letní
- Quercus robur „Fastigiata“ – dub letní, pyramidální
- Quercus petraea L. – dub zimní
- Quercus cerris L. – dub cer
- Quercus frainetto Ten. – dub balkánský
- Quercus rubra L. – dub červený
- Robinia pseudoacacia L. – trnovník bílý, dekorativní kvetení
- Robinia pseudoacacia „Pyramidalis“ – trnovník bílý, pyramidální
- Robinia pseudoacacia „Unifolia“ – trnovník bílý, úzkokorunný
- Salix alba „Liempde“
- Salx alba „Tristis“
- Sophora japonica L. – jerlín japonský
- Sorbus aucuparia „Fastigiata“ – jeřáb obecný, pyramidální
- Tilia cordata Mill. – lípa srdčitá, vhodná pro aleje ve volné krajině a ozdobné aleje
- Tilia cordata „Swedish Upright“ – lípa srdčitá, pyramidální
- Tilia platyphylla Scop. – lípa velkolistá
- Tilia platyphylla „Fastigiata“ – lípa velkolistá, pyramidální
- Tilia x euchlora K. Koch. – lípa zelená
- Tilia tomentosa Moench. – lípa stříbrná